# General Electric GE90
General Electric GE90 – seria silników turbowentylatorowych o dużym stosunku dwuprzepływowości firmy General Electric. Montowany jest wyłącznie na samolotach Boeing 777. Wszedł do służby w 1995.
Jest to jeden z największych skonstruowanych kiedykolwiek silników lotniczych. Średnica samego wentylatora wynosi 3,25 metra, a średnica silnika w obudowie – 3,53 metra.

## Historia i Projekt

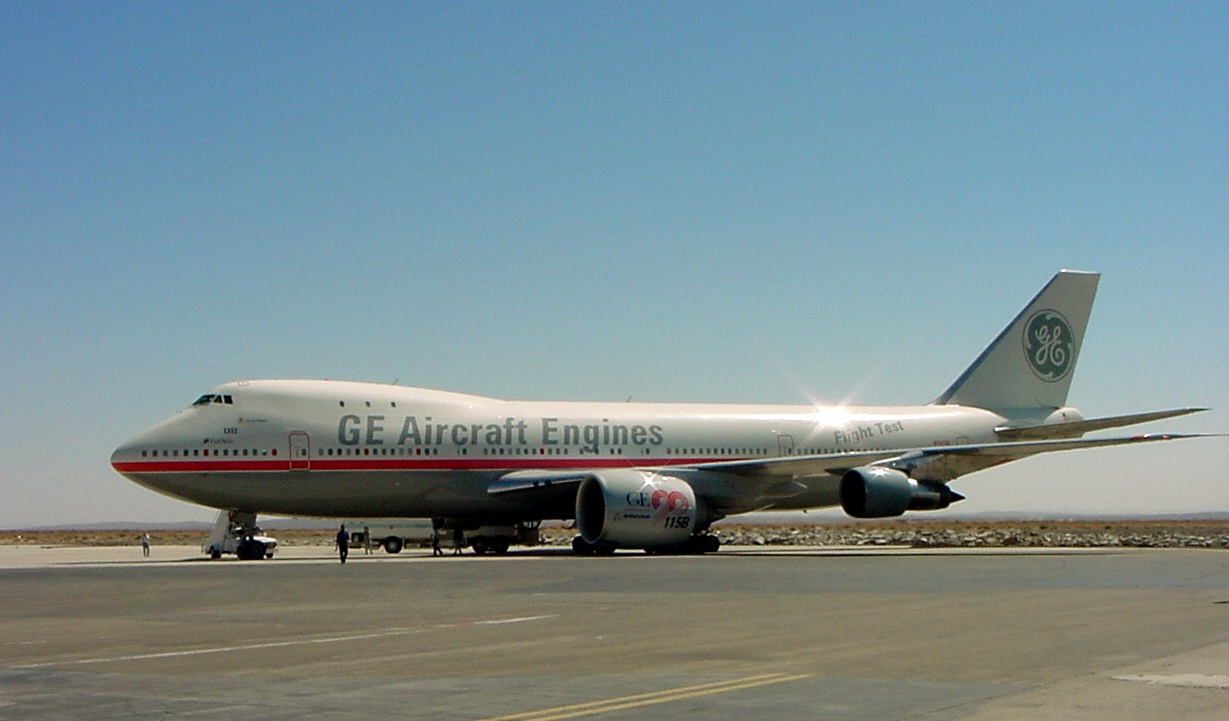
Silnik GE90-115B podczas testów zamontowany na Boeingu 747

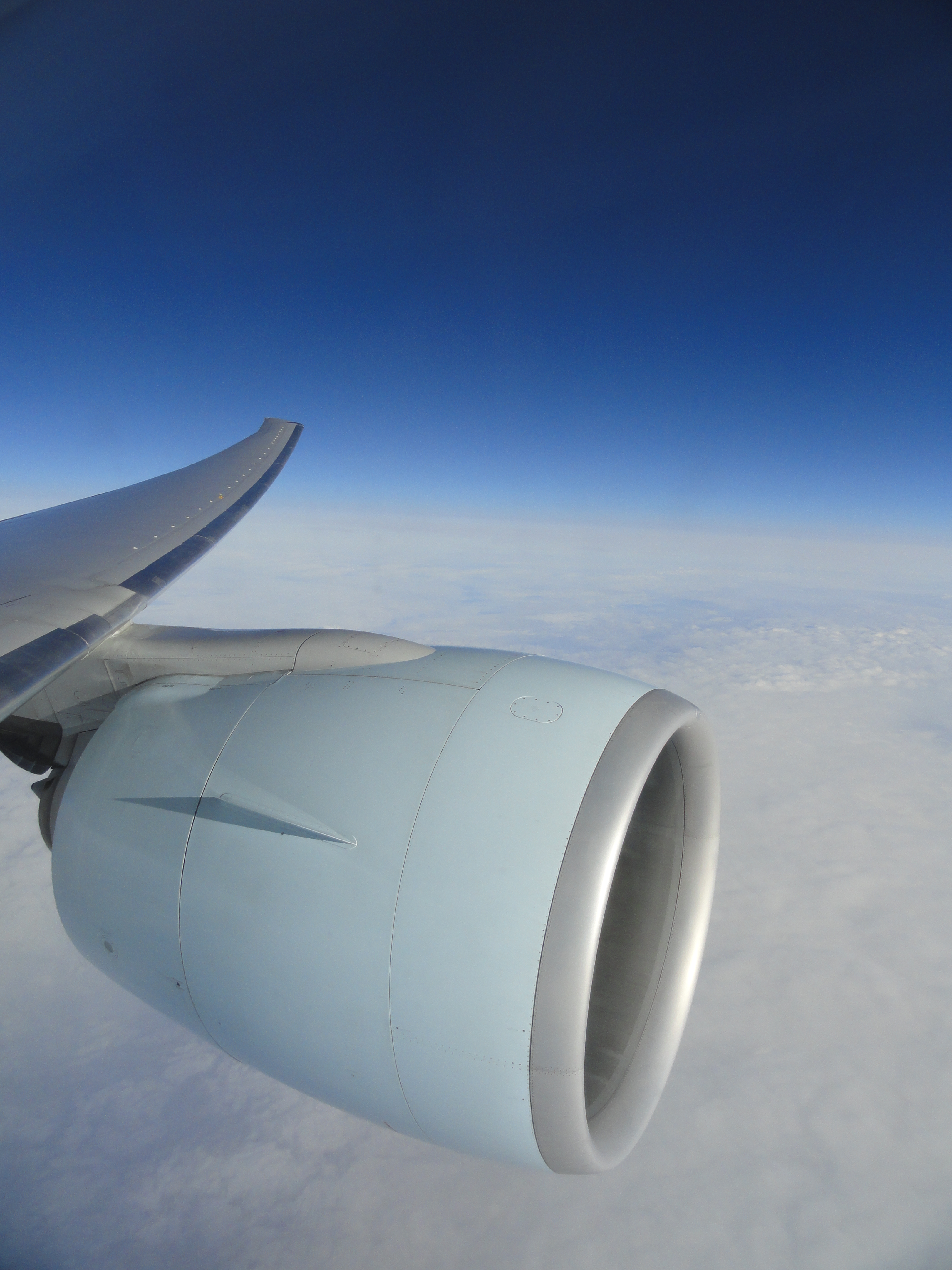
Silnik GE90-110B1 na samolocie Boeing 777-200LR Air Canada

Pierwszy Boeing 777 z silnikami GE90-77B został dostarczony liniom British Airways 12 listopada 1995, jednak pierwsze silniki miały problemy ze zużywającymi się łożyskami co doprowadziło do wycofania tych samolotów z tras transatlantyckich w 1997 przez British Airways. Po usunięciu usterek i wprowadzenia ulepszonej wersji silnika na rynek samoloty wróciły do obsługi tras dalekodystansowych jeszcze w tym samym roku.
W samolotach Boeing 777-200LR/-300ER montowane są wyłącznie silniki GE90 o największych osiągach (GE90-110B/-115B).
Silniki GE90 są największymi silnikami w historii lotnictwa, średnica wentylatora pierwowzoru całej serii wynosi 3,12 m, największy wariant, GE90-115B ma średnicę wentylatora 3,25 m. Zmontowane silniki ze względu na swoje gabaryty mogą być transportowane tylko przez duże maszyny transportowe (np. An-124). Jeśli wentylator zostanie zdjęty z rdzenia, wówczas do transportu można użyć Boeinga 747F. GE90-115B jest na tyle silny, że podczas testów na Boeingu 747 należącym do GE, w czasie testów niskich prędkości, na pełnej mocy zdołał utrzymać maszynę w powietrzu.

## Rekordy
Według księgi rekordów Guinnessa silnik ustanowił 2 rekordy, pierwszy dotyczy siły ciągu. Podczas testów w ośrodku GE w stanie Ohio silnik GE90-115B uzyskał ciąg 569 kN, pokonując rekord, który dotychczas wynosił 546,98 kN.
10 listopada 2005 silnik z serii GE90 zapisał się w księdze rekordów Guinnessa po raz drugi. Boeing 777-200LR z silnikami GE90-110B1 wykonał najdłuższy na świecie lot bez międzylądowania, choć nie był to lot komercyjny, na pokładzie znajdowali się dziennikarze oraz zaproszeni goście. Samolot wystartował z Hongkongu, a wylądował w Londynie, jednak poleciał dłuższą trasą w kierunku wschodnim, nad Pacyfikiem, USA oraz Atlantykiem. Przez 22 godziny i 42 minuty samolot pokonał dystans 21 601 km.

## Warianty
- GE90-76B (siła ciągu: 338,1 kN)
- GE90-77B (siła ciągu: 342,5 kN)
- GE90-85B (siła ciągu: 378,1 kN)
- GE90-90B (siła ciągu: 400,3 kN)
- GE90-92B (siła ciągu: 409,2 kN)
- GE90-94B (siła ciągu: 417 kN)
- GE90-110B1 (siła ciągu: 489,3 kN)
- GE90-115B (siła ciągu: 514 kN)